# Константин Пазов
Константин Наумов Пазов е български офицер и общественик, деец на Съюза на македонските емигрантски организации.

## Биография
Константин Пазов е роден на 11 май 1872 година в град Прилеп. Завършва Военното на Негово Княжеско Височество училище и на 30 септември 1893 е произведен в чин подпоручик. По време на Първата световна война (1915 – 1918) командва 4-ти пехотен плевенски полк.  Военната му служба преминава изцяло в пехотни полкове: 6-и, 35-и, 39-и, 61-ви, 15-и, 7-и и 4-ти.
На 5 юли 1919 г. е произведен в чин полковник, а през 1920 г. е уволнен от служба. През 1920 година е член основател на Врачанското македонско благотворително братство. Участва като делегат от него на общия конгрес на македонските бежанци от 1923 година. На 18 януари 1925 година е избран за председател на братството, но през май същата година се премества във Видин и напуска поста. На 7 февруари 1926 година е избран за председател на Видинското македонско благотворително братство.
След Деветнадесетомайския преврат влиза във Временния национален комитет, подкрепен от новата власт, който заменя Националния комитет на Съюза на македонските емигрантски организации.
Полковник Константин Пазов умира в София през 1949 година.
Синът му Кирил също е офицер (поручик), служил по време на Втората световна война като взводен командир в 6-и полк (1941 – 1943), ротен командир в същия полк (1943 – 1944) и ротен командир в 18-и полк (1944 – 1945).

## Военни звания
- Подпоручик (30 септември 1893)
- Поручик (2 август 1897)
- Капитан (2 август 1903)
- Майор (14 юли 1913)
- Подполковник (14 август 1916)
- Полковник (5 юли 1919)